# غوريفسك (كالينينغرا)
غوريفسك، كالينينغراد أوبلاست (بالروسية: Гурьевск) هي إحدى مدن روسيا في الكيان الفدرالي الروسي كالينينغراد أوبلاست.